# René Guillot
René Guillot, född 24 januari 1900 i Courcoury i Charente-Maritime, död 26 mars 1969 i Paris, var en fransk barnboksförfattare.
Guillot flyttade till Senegal efter sina studier där han arbetade som lärare. Han tillbringade mer än 20 år i Afrika. Och de flesta av hans verk härrör från den här tiden.
Två filmer, (båda regisserade av Patrick Grandperret) har gjorts med Guillots böcker som underlag, L'Enfant Lion, 1993, och Le Maître des éléphants, 1995. 
Även en av Guillots vuxenromaner har filmatiserats, Fort de la solitude, (1948), regisserad av Robert Vernay.